# Candelario Obeso

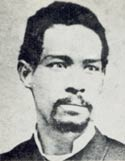
Foto de Candelario Obeso

Candelario Obeso (12 de janeiro de 1849 em Mompóx — 3 de julho de 1884 em Bogotá) foi o iniciador da corrente chamada "poesia negra e escura" na Colômbia. Nascido em Mompóx no seio de uma família de origem humilde, nos curtos 35 anos de sua vida foi militar, engenheiro, educador, jornalista e político, mas além de tudo isso deixou uma valiosa produção literária original.
Além dos seus polêmicos artigos sobre a população colombiana do seu tempo, Obeso traduziu Othello de Shakespeare e várias outras obras de Victor Hugo, Byron, Musset, Longfellow, entre outros. E embora também tenha escrito romances, comédias, textos pedagógicos e duas novelas (La Familia Pigamalión e Las cosas del mundo), sua criação mais significativa é sem sombra de dúvida Cantos populares de mi terra (1877), no qual derramou toda a ternura, linguagem, sensibilidade, picardia e lirismo de sua raça. Com estes Cantos, Candelario Obeso ganhou o lugar de destaque pelo qual é reconhecido na história da literatura colombiana.

## Obras
Também foi um poeta dialetal (é considerado um dos primeiros poeta negristas), romancista, dramaturgo e professor. Poliglota e polígrafo, traduziu para o espanhol obras de Shakespeare, Musset, Victor Hugo e Tennyson. A coletânea Cantos populares de mi tierra, publicada pela primeira vez em 1877, é sua obra mais importante, que recolhe todo o seu trabalho em verso, escrito em uma tentativa de figuração da linguagem dialetal, tal como ele ouviu entre os camponeses nas margens do rio Magdalena. Outras publicações incluem La familia Pygmalión (1871), Lecturas para ti (1878), Segundino el Zapatero (1880), Lucha de la vida (1882) e traduções de poemas de Goethe e Jonathan Lawrence.